# Copitarsia humilis
Copitarsia humilis är en fjärilsart som beskrevs av Blanchard 1854. Copitarsia humilis ingår i släktet Copitarsia och familjen nattflyn. Inga underarter finns listade i Catalogue of Life.